# جيف باركر (كاتب مسرحي)
جيف باركر (بالإنجليزية: Jeff Barker)‏ هو كاتب مسرحي أمريكي، ولد في 1954.